# Wendlandia thorelii
Wendlandia thorelii är en måreväxtart som beskrevs av Charles-Joseph Marie Pitard. Wendlandia thorelii ingår i släktet Wendlandia och familjen måreväxter. Inga underarter finns listade i Catalogue of Life.